# Leichtathletik-Weltmeisterschaften 2017/Teilnehmer (Dänemark)
| Gelbes Symbol für Goldmedaillen mit stilisierten Olympischen Ringen | Graues Symbol für Silbermedaillen mit stilisierten Olympischen Ringen | Braundes Symbol für Bronzemedaillen mit stilisierten Olympischen Ringen |
| ------------------------------------------------------------------- | --------------------------------------------------------------------- | ----------------------------------------------------------------------- |
| —                                                                   | —                                                                     | —                                                                       |

Von Dänemark wurden zwei Athletinnen und zwei Athleten für die Leichtathletik-Weltmeisterschaften 2017 in London nominiert.

## Ergebnisse

### Frauen

#### Laufdisziplinen
| Athletin            | Disziplin        | Vorlauf     | Vorlauf | Halbfinale | Halbfinale | Finale             | Finale             |
| Athletin            | Disziplin        | Zeit        | Platz   | Zeit       | Platz      | Zeit               | Platz              |
| ------------------- | ---------------- | ----------- | ------- | ---------- | ---------- | ------------------ | ------------------ |
| Sara Slott Petersen | 400 m Hürden     | 55,23 s     | 8       | 55,45 s    | 9          | nicht qualifiziert | nicht qualifiziert |
| Anna Emilie Møller  | 3000 m Hindernis | 9:44,12 min | 21      |            |            | nicht qualifiziert | nicht qualifiziert |

### Männer

#### Laufdisziplinen
| Athlet          | Disziplin        | Vorlauf        | Vorlauf | Halbfinale | Halbfinale | Finale             | Finale             |
| Athlet          | Disziplin        | Zeit           | Platz   | Zeit       | Platz      | Zeit               | Platz              |
| --------------- | ---------------- | -------------- | ------- | ---------- | ---------- | ------------------ | ------------------ |
| Ole Hesselbjerg | 3000 m Hindernis | 8:27,86 min PB | 18      |            |            | nicht qualifiziert | nicht qualifiziert |
| Abdi Hakin Ulad | Marathon         |                |         |            |            | 2:14:22 h SB       | 13                 |

## Galerie

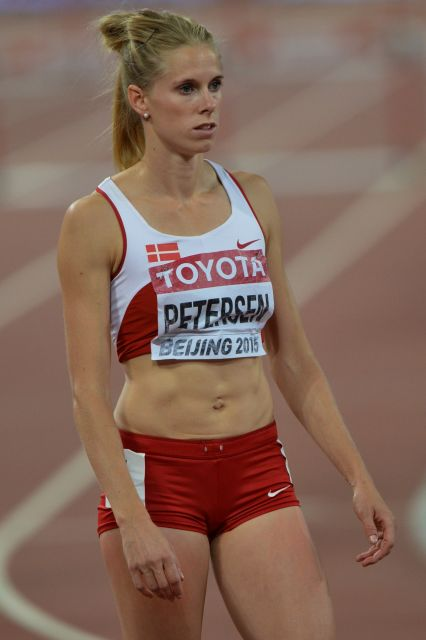
Sara Slott Petersen (2015)
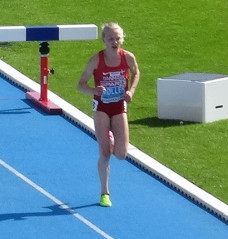
Anna Emilie Møller (2017)
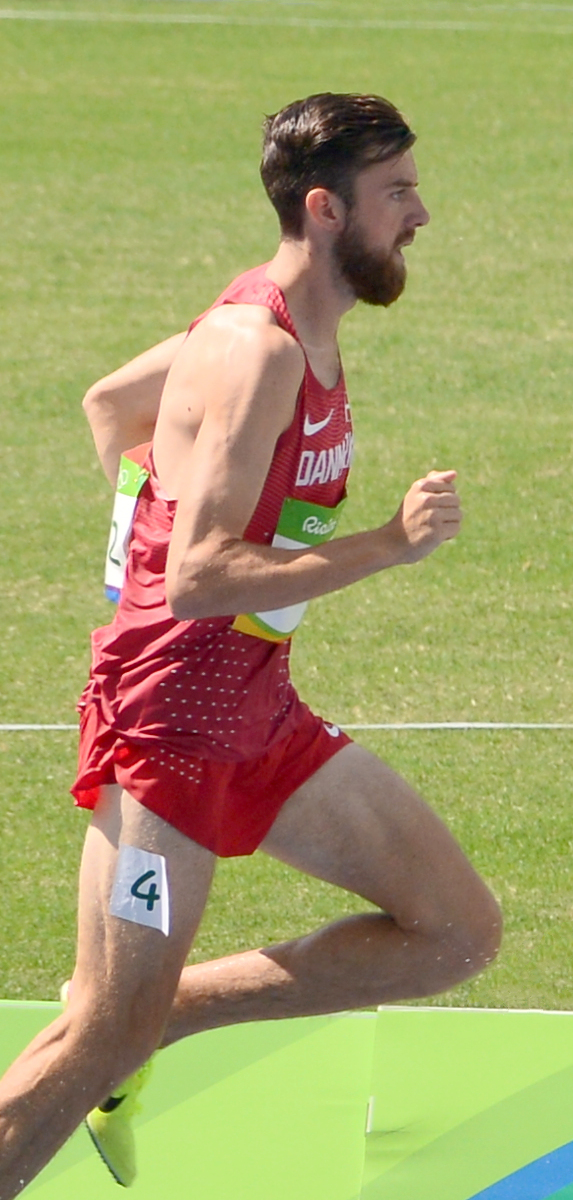
Ole Hesselbjerg (2016)